# David A. Kenny
David A. Kenny (ur. 1946) – amerykański psycholog, profesor emeritus Uniwersytetu Connecticut. Wspólnie z Reubenem M. Baronem wprowadził do psychologii analizę mediacji, procedurę statystyczną będącą specyficzną formą analizy ścieżkowej.

## Publikacje
- R.M. Baron, D.A. Kenny, The moderator-mediator variable distinction in social psychological research: Conceptual, strategic, and statistical considerations [w:] "Journal of Personality and Social Psychology", 51, s. 1173-1182.